# Grumman FF
Grumman FF (mã định danh công ty G-5) là một loại máy bay tiêm kích hai tầng cánh của Mỹ, nó được trang bị cho Hải quân Hoa Kỳ vào thập niên 1930.

## Biến thể
XFF-1Mẫu thử, số A8878
FF-127 chiếc, tiêm kích hai chỗ trang bị cho tàu sân bay của hải quân Hoa Kỳ
FF-225 chiếc FF-1 hoán đổi thành máy bay huấn luyên
XSF-1Mẫu thử, số A8940
SF-133 chiếc, máy bay trinh sát 2 chỗ của hải quân Hoa Kỳ 
XSF-21 chiếc, đây là khung thân của SF-1 với động cơ 650 hp (485 kW) Pratt & Whitney R-1535-72 Twin Wasp Junior
G23 Goblin57 chiếc FF-1 được Canadian Car & Foundry Company chế tạo
AXG1
1 chiếc Grumman FF-2 cung cấp cho Không lực Hải quân Đế quốc Nhật Bản để đánh giá năm 1935.

## Quốc gia sử dụng

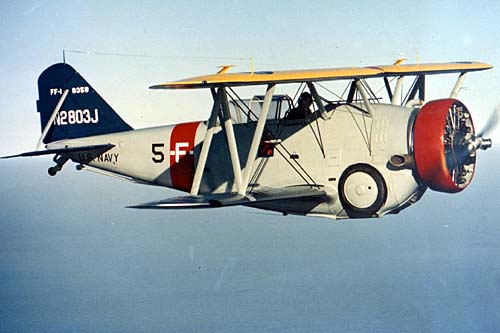
Grumman FF-1 số N2803J thuộc Hải quân Hoa Kỳ.

Canada
- Không quân Hoàng gia Canada

 Nhật Bản
- Hải quân Đế quốc Nhật Bản

 Nicaragua
- Không quân Nicaragua

 Cộng hòa Tây Ban Nha
- Không quân Cộng hòa Tây Ban Nha

 Hoa Kỳ
- Hải quân Hoa Kỳ

## Tính năng kỹ chiến thuật (FF-1)
The Complete Encyclopedia of World Aircraft

### Đặc điểm riêng
- Tổ lái: 1
- Chiều dài: 24 ft 6 in (7.47 m)
- Sải cánh: 34 ft 6 in (10.52 m)
- Chiều cao: 11 ft 1 in (3.38 m)
- Diện tích cánh: 310 ft² (28.8 m²)
- Trọng lượng rỗng: 3,098 lb (1,405 kg)
- Trọng lượng cất cánh tối đa: 4,677 lb (2,121 kg)
- Động cơ: 1 × Wright R-1820-78 Cyclone, 700 hp (520 kW)

### Hiệu suất bay
- Vận tốc cực đại: 207 mph tại độ cao 4,000 ft (333 km/h)
- Tầm bay: 685 mi (1,100 km)
- Trần bay: 22,100 ft (6,735 m)
- Vận tốc lên cao: 1,667 ft/min (508 m/min)

### Vũ khí
- 2 khẩu súng máy M1919 Browning 0.30 in (7,62 mm)
- 1 quả bom 100 lb (45 kg)

### Máy bay có sự phát triển liên quan
- Grumman F2F
- Grumman XSBF

### Danh sách khác
- Danh sách máy bay quân sự giữa hai cuộc chiến tranh thế giới